# Leszno (obwód smoleński)
Leszno (ros. Лешно) – wieś (ros. деревня, trb. dieriewnia) w zachodniej Rosji, w osiedlu wiejskim Czistikowskoje rejonu rudniańskiego w obwodzie smoleńskim.

## Geografia
Miejscowość położona jest w dorzeczu Leszczenki, przy drogach regionalnych 66N-1611 (R120 – Leszno – Rokot) i 66N-1628 (droga 66N-1611 / Leszno – Molewo), 5 km od drogi federalnej R120 (Orzeł – Briańsk – Smoleńsk – granica z Białorusią), 6 km od najbliższego przystanku kolejowego (Płoskaja), 5 km od centrum administracyjnego osiedla wiejskiego (Czistik), 12 km od centrum administracyjnego rejonu (Rudnia), 53 km od Smoleńska.
W granicach miejscowości znajdują się ulice: Centralnaja, Jużnaja, Koopieratiwnaja, Ługowaja, Mołodiożnaja, Proletarskaja, Sadowaja, Szkolnaja, Wostocznaja, Zapadnaja.

## Demografia
W 2010 r. miejscowość zamieszkiwało 250 osób.

## Historia
W czasie II wojny światowej od lipca 1941 roku wieś była okupowana przez hitlerowców. Wyzwolenie nastąpiło w październiku 1943 roku.